# Кушаева, Рабига Янгуловна
Рабига Янгуловна Кушаева (баш. Рабиға Йәнғол ҡыҙы Ҡушаева; 1901—1937) — деятель женского движения.

## Биография
Кушаева Рабига Янгуловна родилась в 1901 году в деревне Хасьяново Самарской губернии, ныне Большечерниговского района Самарской области.
С 1916 года Рабига Кушаева работает учителем в деревне Бурзян Самарской губернии.
В 1917 году участвовала в работе I Всебашкирского курултая (съезда) в Оренбурге в качестве делегата от башкир Пугачёвского уезда Самарской губернии. На съезде активно выступала за равноправие башкирских женщин и выдвинула требование предоставить башкирским женщинам полные гражданские и политические права наравне с мужчинами, предложила конкретные меры по их реализации, состоящие из десяти пунктов. Согласно её докладу, в резолюции курултаев были внесены пункты о половом равноправии.
С 1919 года работала в должности начальника отдела по делам женщин при Башкирском областном комитете РКП (б).
Стала одним из организаторов I Всебашкирской конференции рабоче-крестьянских женщин, которая состоялась в сентябре 1920 года в городе Стерлитамаке. В ноябре 1921 года в Москве принимала участие на IX съезде Всероссийского съезда Советов. Участвовала в организации и подготовке I Всебашкирского съезда рабоче-крестьянских женщин, которая состоялась в ноябре 1924 года, а также — Всебашкирского съезда женщин — съезда членов Совета, которая была проведена в октябре 1927 года.
С 1927 года работала директором Уфимского детского дома имени Ш. Худайбердина.
С 1929 года проживала в Москве. Работала инспектором отдела по детским домам при народном комиссариате просвещения РСФСР.
Убита летом 1937 года по пути домой с электрички с платформы Лось Ярославской железной дороги.

## Семья
- Брат — Юмагулов Харис Юмагулович (1888—1937) — государственный и общественный деятель, один из лидеров Башкирского национального движения, председатель Башревкома (1919—1920).
- Муж — Кушаев Хафиз Кушаевич (1888—1937) — государственный и общественный деятель, председатель БашЦИКа (1922—1929). В браке с 1922 года[5].

Дети:
Минсылу, умерла от дифтерии в 1923 году.
Тансылу (Дина), стала солисткой Пермского оперного театра; Заслуженная артистка РСФСР.
Ирек, после смерти родителей в возрасте 5 лет был отдан в детский дом. Дальнейшая его судьба неизвестна.